# 松州之战
松州之战，是唐朝和吐蕃的第一次战役。吐蕃在贞观十二年以唐朝拒绝他们迎娶公主为由，在松州和唐军交战，希望籍此逼迫唐朝下嫁公主。吐蕃军队在攻城未遂，反而被唐军偷袭后上表求和。在唐朝答应求和后吐蕃再次求婚，成功迎娶文成公主，迎来与唐朝数十年的和平时期，唐朝也获得了足够的时间抵抗突厥和高句丽。

## 背景
贞观八年开始，吐蕃才派遣使者入唐朝，直到贞观十二年，唐太宗派遣冯德遐出使抚慰吐蕃，吐蕃听说突厥和吐谷浑都娶了唐朝的公主，于是派出使者跟随冯德遐回到唐朝，请求成婚，但是唐太宗并没有同意。而使者回去后向松赞干布（弃宗弄赞）禀报时说他刚去的时候唐朝对他很好，同意吐蕃迎娶公主，但是那时候吐谷浑的首领也一同入朝，离间了唐朝，使婚姻取消。于是松赞干布就把此事作为理由，攻打吐谷浑。当时吐谷浑国内由于大臣互相争权，非常混乱，因此很快就被打败，不得不败走青海湖，牧畜等都被吐蕃军队所掠夺。紧接着吐蕃军队又打败了党项、白蘭，裹挟他们的军队一同向唐边境松州进发。

## 战役经过
松州在剑南道治下，是连结吐谷浑和剑南道的要道，有通轨军驻守于其西北三百里甘松岭处。贞观十二年七月，号称二十万的吐蕃军队，在松赞干布亲自指挥下，准备攻打唐朝的松州（今四川阿坝藏族羌族自治州）。一开始吐蕃军队在击败党项后就屯军在松州西部，和唐军相对峙，同时松赞干布又派遣使者进贡金银布帛，到长安再次求婚，并宣称公主不来，军队就会继续深入。时任松州都督的韩威领军出战，却因为轻视敌军反而被打败，不得不退回城池，甚至连周围附属于松州都督府的阎州、诺州刺史都叛变了唐朝，转而帮助吐蕃军队。八月时，李世民派出侯君集为当弥道行军大总管、右领军大将军执失思力为白兰道行军总管、左武卫将军牛进达为阔水道行军总管、左领军将军刘兰成为洮河道行军总管，率领一共五万军队反击吐蕃、驰援松州。等到九月时唐军抵达松州，松州已经被围困十天，作为先锋的牛进达所部在松州城下夜袭吐蕃营寨，共斩首千余级。这时候国内大臣请求松赞干布撤军，松赞干布不听劝阻，依旧想要入寇唐朝，却没想到有八位大臣为此自杀，松赞干布不得不下令撤军。

## 收尾
松赞干布将军队从吐谷浑、党项故地都收了回去，使得吐谷浑原有政权再次取得掌控。另一方面，松赞干布也派特使前往长安谢罪，依旧请求和亲，被李世民所准许。于是松赞干布派遣其大相禄东赞带五千两黄金为聘礼，准备护送即将下嫁的公主回吐蕃。李世民为此册封了一位宗室之女为文成公主，让她嫁给松赞干布。由于禄东赞给李世民留下了良好的印象，他决定把还琅邪公主的孙女段氏，嫁给禄东赞做妻子。但是禄东赞却婉言拒绝了此事，并说他已经有了妻子，而且在他的国王没有娶亲之前自己先娶亲，是不合适的。
贞观十五年春，禄东赞再临长安，迎接文成公主，李世民派江夏王李道宗陪同禄东赞一路护送公主到吐蕃，在吐蕃为文成公主及赞普的婚礼主婚。松赞干布知道后非常高兴，率军在柏海等待文成公主，后对李道宗使用女婿对岳父的礼仪，回到吐蕃后为文成公主建立宫殿居所，甚至在见公主时穿汉服。据说，当时的吐蕃人有一个文成公主讨厌的习俗：人们会在脸上涂上红色，松赞干布为她的缘故禁止了这一习俗。

### 引用
1. 1 2  《資治通鑑》卷195
2. ↑  《旧唐书》列传第一四六：“贞观八年其赞普弃宗弄赞始遣使朝贡”
3. ↑  《太平御览》四夷部十九·西戎七：“太宗遣行人冯德遐往抚慰之见德遐大悦闻突厥及吐谷浑皆尚公主乃遣使献金随德遐入朝多赍金宝奉表求婚太宗未之许”
4. ↑  《旧唐书》卷一四六：“太宗遣行人冯德遐往抚慰之见德遐大悦闻突厥及吐谷浑皆尚公主乃遣使随德遐入朝多赍金宝奉表求婚太宗未之许使者既返言于弄赞曰初至大国待我甚厚许嫁公主会吐谷浑王入朝有相离间由是礼薄遂不许嫁”
5. ↑  《新唐书》列传第一四一：“太宗贞观八年始遣使者来朝帝遣行人冯德遐下书临抚弄赞闻突厥吐谷浑并得尚公主乃遣使赍币求昏帝不许使者还妄语曰天子遇我厚几得公主会吐谷浑王入朝遂不许殆有以间我乎”
6. ↑  《资治通鉴》卷一九五：“初上遣使者冯德遐抚慰吐蕃吐蕃闻突厥吐谷浑皆尚公主遣使随德遐入朝多赍金宝奉表求婚上未之许使者还言于赞普弃宗弄赞曰臣初至唐唐待我甚厚许尚公主会吐谷浑王入朝相离间唐礼遂衰亦不许婚”
7. ↑  《册府元龟》卷九七八：“太宗贞观八年吐蕃赞普弄赞嗣位帝遣行人冯德遐往抚慰之弄赞见德遐大悦闻突厥及吐谷浑皆尚公主乃遣使随德遐入朝多赍金宝奉表求婚帝未之许使者既反言于弄赞曰：初至大国待我甚厚许嫁公主会吐谷浑王入朝有相离间繇是礼薄遂不许嫁”
8. ↑  《新唐书》列传第一四六·吐谷浑：“顺久质华国人不附卒为下所杀立其子燕王诺曷钵诺曷钵幼大臣争权”
9. ↑  《旧唐书》列传第一四六：“弄赞遂与羊同连发兵以击吐谷浑吐谷浑不能支遁于青海之上以避其锋其国人畜并为吐蕃所掠”
10. ↑  《资治通鉴》卷一九五：“弄赞遂发兵击吐谷浑吐谷浑不能支遁于青海之北民畜多为吐蕃所掠”
11. ↑  《新唐书》列传第一四一：“弄赞怒率羊同共击吐谷浑吐谷浑不能亢走青海之阴尽取其赀畜”
12. ↑  《册府元龟》卷九七八：“弄赞遂与羊同连发兵以击吐谷浑吐谷浑不能支遁于青海之北以避其锋其国人畜并为吐蕃所掠”
13. ↑  《资治通鉴》卷一九五：“吐蕃进破党项白兰诸羌”
14. ↑  《新唐书》列传第一四一：“又攻党项白兰羌破之”
15. ↑  《册府元龟》卷九五六：“俄而吐蕃连羊同破吐谷浑党项白兰诸羌率众入寇松州”
16. ↑  《册府元龟》卷九七八：“于是进兵攻破党项及白兰诸羌”
17. ↑  《资治通鉴》卷一九五：帅众二十馀万屯松州西境遣使贡金帛云来迎公主”
18. ↑  《旧唐书》列传第一四六：“率其众二十馀万于松州西境遣使贡金帛云来迎公主又谓其属曰若大国不嫁公主与我即当入寇”
19. ↑  《新唐书》列传第一四一：“勒兵二十万入寇松州命使者贡金甲且言迎公主谓左右曰公主不至我且深入”
20. ↑  《太平御览》四夷部十九·西戎七：“弄赞常率众二十馀万顿于松州西境遣使贡金帛云来迎公主”
21. ↑  《册府元龟》卷九七八：“率其众二千馀顿于松州西境遣使贡金甲云来迎公主又谓其属曰若大国不嫁公主于我即当入寇”
22. ↑  《资治通鉴》卷一九五：“寻进攻松州败都督韩威羌酋阎州刺史别丛卧施诺州刺史把利步利并以州叛归之”
23. ↑  《新唐书》列传第一四一：“都督韩威轻出觇贼反为所败属羌大扰皆叛以应贼”
24. ↑  《旧唐书》列传第一四六：“都督韩威轻骑觇贼反为所败边人大扰”
25. ↑  《册府元龟》卷九八五：“十二年八月吐蕃寇松州都督韩威战败阎州刺史别丛卧施诺州刺史杞利步利皆羌首也并以州叛附于吐蕃”
26. ↑  《册府元龟》卷九七八：“遂进攻松州都督韩威轻骑觇贼反为所败边人大扰”
27. ↑  《新唐书》列传第十九·侯君集：“吐蕃围松州授当弥道行军大总管以击之”
28. ↑  《资治通鉴》卷一九五：“壬寅以吏部尚书侯君集为当弥道行军大总管甲辰以右领军大将军执失思力为白兰道左武卫将军牛进达为阔水道左领军将军刘简为洮河道行军总管督步骑五万击之”
29. ↑  《新唐书》列传第一四一：“乃诏吏部尚书侯君集为行军大总管出当弥道右领军大将军执失思力出白兰道右武卫大将军牛进达出阔水道右领军将军刘兰出洮河道并为行军总管率步骑五万进讨”
30. ↑  《旧唐书》列传第一四六：“太宗遣吏部尚书侯君集为当弥道行营大总管右领军大将军执失思力为白兰道行军总管左武卫将军牛进达为阔水道行军总管右领军将军刘兰为洮河道行军总管率步骑五万以击之”
31. ↑  《册府元龟》卷九八五：“以吏部尚书侯君集为当弥道行军大总管右领军大将军执失思力为白兰道行军总管左武卫将军牛进达为活水道行军总管右领军将军刘简为桃源道行军总管督步骑五万以击之”
卷九七八：“帝遣吏部尚书侯君集为当弥道行军大总管右领军大将军执失思力为白兰道行军总管左武卫将军牛进达为阔水道行军总管右领军留兰为洮河道行军总管率部骑五万击之”
32. ↑  《新唐书》本纪第二：“九月辛亥阔水道行军总管牛进达及吐蕃战于松州败之”
33. ↑  《资治通鉴》卷一九五：“吐蕃攻城十馀日进达为先锋九月辛亥掩其不备败吐蕃于松州城下斩首千馀级”
34. ↑  《旧唐书》列传第一四六：“进达先锋自松州夜袭其营斩千馀级”
35. ↑  《册府元龟》卷四百二十：“后吐蕃入寇进达镇于松州吐蕃攻城十馀日进达掩其不备夜出兵袭破之”
卷九七八：“进达先锋自松州夜袭其营斩千馀级”
36. ↑  《资治通鉴》卷一九五：“连兵不息其大臣谏不听而自缢者凡八辈”
37. ↑  《新唐书》列传第一四一：“初东寇也连岁不解其大臣请返国不听自杀者八人至是弄赞始惧引而去”
38. ↑  《资治通鉴》卷一九五：“弄赞惧引兵退遣使谢罪因复请婚上许之”
39. ↑  《旧唐书》列传第一四六：“遣使谢罪因复请婚太宗许之弄赞乃遣其相禄东赞致礼献金五千两自馀宝玩数百事”
40. ↑  《太平御览》四夷部十九·西戎七：“弄赞大惧遣使谢罪因复请婚太宗许之弄赞乃遣其相禄东替至礼献金五千两自馀宝玩数百事”
41. ↑  《册府元龟》卷九七八：“弄赞大惧引兵而退遣使谢罪因复请婚帝许之弄赞乃遣其相禄东赞至礼献金五千两自馀宝玩数百事”
42. ↑  《旧唐书》本纪第三·太宗下：“十五年春正月丁卯吐蕃遣其国相禄东赞来逆女”
43. ↑  《新唐书》列传第一四一·吐蕃上：“十五年妻以宗女文成公主诏江夏王道宗持节护送”
44. ↑  《太平御览》皇亲部二十·公主下：“文成公主宗室女贞观十五年封降于吐蕃赞普弄赞命礼部尚书江夏王道宗送之”
四夷部十九·西戎七：“贞观十五年太宗以文成公主妻之令礼部尚书江夏郡王道宗主婚持节送公主于吐蕃”
45. ↑  《旧唐书》本纪第三·太宗下：“丁丑礼部尚书江夏王道宗送文成公主归吐蕃”
46. ↑  《册府元龟》卷九七八：“十五年帝以文成公主妻之令礼部尚书江夏郡王道宗主婚持节送公主于吐蕃”
47. ↑  《旧唐书》列传第一四六·吐蕃上：“贞观十五年太宗以文成公主妻之令礼部尚书江夏郡王道宗主婚持节送公主于吐蕃”
48. ↑  《旧唐书》列传第一四六·吐蕃上：“见道宗执子婿之礼甚恭既而叹大国服饰礼仪之美俯仰有愧沮之色及与公主归国谓所亲曰我父祖未有通婚上国者今我得尚大唐公主为幸实多当为公主筑一城以夸示后代遂筑城邑立栋宇以居处焉公主恶其人赭面弄赞令国中权且罢之自亦释毡裘袭纨绮渐慕华风”
49. ↑  《新唐书》列传第一四一·吐蕃上：“弄赞率兵次柏海亲迎见道宗执婿礼恭甚见中国服饰之美缩缩愧沮归国自以其先未有昏帝女者乃为公主筑一城以夸后世遂立宫室以居公主恶国人赭面弄赞下令国中禁之自褫毡罽袭纨绡为华风”
50. ↑  《册府元龟》卷九七八：“十五年帝以文成公主妻之令礼部尚书江夏郡王道宗主婚持节送公主于吐蕃弄赞率其部兵次柏海亲迎于河源见王人执子固阒礼甚恭既而叹大国服饰礼仪之美俯仰有窆砭谥色及与公主归国谓所亲曰我祖父未有通婚上国者今我得尚大唐公主为幸实多为公主筑一城以夸示后代遂筑城邑立栋宇以居处焉公主恶其人赭面弄赞令国中权且罢之身亦释毡裘袭纨绮渐慕华风猜犬广日革至遣子弟入国学而习业焉”